# Championnats du monde d'aviron 1978
Navigation
Édition précédente Édition suivante
Les championnats du monde d'aviron 1978, huitième édition des championnats du monde d'aviron, ont lieu le 6 août 1978 à Copenhague, au Danemark pour les poids légers , et le 4 novembre suivant à Hamilton, en Nouvelle-Zélande.

## Médaillés

### Hommes
| Épreuves                  | Or | Or            | Argent | Argent        | Bronze | Bronze        |
| ------------------------- | --- | ------------- | --- | ------------- | --- | ------------- |
| Skiff - M1x               | Allemagne de l'Ouest Peter-Michael Kolbe | 7 min 06 s 01 | Allemagne de l'Est Rüdiger Reiche | 7 min 08 s 35 | Yougoslavie Milorad Stanulov | 7 min 09 s 82 |
| Deux sans barreur - M2-   | Allemagne de l'Est Bernd Landvoigt Jörg Landvoigt | 7 min 00 s 92 | Grande-Bretagne John Roberts James Clark | 7 min 03 s 68 | France Dominique Lecointe Jean-Claude Roussel                                                                                        | 7 min 06 s 32 |
| Deux avec barreur - M2+   | Allemagne de l'Est Jürgen Pfeiffer Gert Uebeler Olaf Beyer                                                                                                   | 7 min 27 s 43 | Tchécoslovaquie Karel Mejta Jr Karel Neffe Jiří Pták | 7 min 30 s 49 | Pologne Adam Tomasiak Grzegorz Nowak Ryszard Kubiak                                                                                  | 7 min 33 s 73 |
| Deux de couple - M2x      | Norvège Frank Hansen Alf Hansen | 6 min 51 s 23 | Grande-Bretagne Chris Baillieu Michael Hart | 6 min 53 s 67 | Suisse Bruno Saile Jürg Weitnauer | 6 min 58 s 43 |
| Quatre sans barreur - M4- | Union soviétique Vladimir Predbradzensky Nikolay Kuznetsov Valeriy Dolinin Anatoly Nemtyryov                                                                 | 6 min 19 s 25 | Allemagne de l'Est Siegfried Brietzke Andreas Decker Stefan Semmler Wolfgang Mager                                                                            | 6 min 19 s 52 | Grande-Bretagne Martin Cross David Townsend Ian McNuff John Beattie                                                                  | 6 min 26 s 28 |
| Quatre avec barreur - M4+ | Allemagne de l'Est Ullrich Dießner Gottfried Döhn Walter Dießner Dieter Wendisch Andreas Gregor                                                              | 6 min 30 s 25 | Allemagne de l'Ouest Wolf-Dieter Oschlies Wolfram Thiem Frank Schütze Gabriel Konertz Helmut Sassenbach                                                       | 6 min 31 s 56 | Bulgarie Rumen Khristov Tsvetan Petkov Nasko Markov Ivan Botev Nenko Dobrev                                                          | 6 min 37 s 06 |
| Quatre de couple - M4x    | Allemagne de l'Est Joachim Dreifke Karl-Heinz Bußert Martin Winter Frank Dundr                                                                               | 6 min 08 s 94 | France Christian Marquis Jean-Raymond Peltier Roland Thibaut Roland Weill                                                                                     | 6 min 11 s 05 | Allemagne de l'Ouest Dieter Wiedenmann Albert Hedderich Raimund Hörmann Michael Dürsch                                               | 6 min 11 s 88 |
| Huit - M8+                | Allemagne de l'Est Matthias Schumann Ulrich Karnatz Gerd Sredzki Andreas Ebert Friedrich-Wilhelm Ulrich Harald Jährling Uwe Dühring Bernd Höing Bernd Kaiser | 5 min 54 s 25 | Allemagne de l'Ouest Volker Sauer Klaus Roloff Fritz Schuster Heribert Karches Werner Hellwig Winfried Ringwald Thomas Scholl Diethelm Maxrath Hartmut Wenzel | 5 min 55 s 17 | Nouvelle-Zélande Mark James Greg Johnston Dave Rodger Des Lock Ross Lindstrom David Lindstrom Ivan Sutherland Noel Mills Alan Cotter | 5 min 57 s 16 |

### Hommes poids légers
Dans l'histoire des Championnats du monde, 1978 est la seule année où les épreuves de poids légers ne sont pas concourues en même temps que les épreuves classiques.
| Épreuves                                | Or | Or            | Argent | Argent        | Bronze | Bronze        |
| --------------------------------------- | --- | ------------- | --- | ------------- | --- | ------------- |
| Skiff poids légers - LM1x               | Espagne José Antonio Montosa Ortega | 7 min 19 s 54 | Danemark Morten Espersen | 7 min 23 s 21 | États-Unis William Belden | 7 min 25 s 80 |
| Deux de couple poids légers - LM2x      | Norvège Pål Børnick Arne Gilje | 6 min 47 s 49 | Pays-Bas Roel Michels Ed Maan | 6 min 48 s 83 | États-Unis Stan Depman Fred Duling | 6 min 50 s 09 |
| Quatre sans barreur poids légers - LM4- | Suisse Michael Raduner Thomas von Weissenfluh Pierre Zentner Pierre Kovacs                                                                    | 6 min 33 s 90 | Pays-Bas Peter van Berkel Willem Appeldoorn Richard Helsloot Paul Paulsen                                                            | 6 min 34 s 24 | Australie Vaughan Bollen Peter Antonie Simon Gillett Geoffrey Rees                                                                    | 6 min 38 s 50 |
| Huit poids légers - LM8+                | Grande-Bretagne Stephen Simpole Nigel Read Christopher Drury Robert Downie Clive Roberts Peter Zeun John Melvin Anthony French Colin Moynihan | 5 min 56 s 32 | Pays-Bas Henk van der Kwast Hans Lycklama Hans Povel Bert van Baal Rob Uilenbroek Mark Emke Ton Lucassen Dick Swenne Jan van Prooyen | 5 min 58 s 76 | Australie Dennis Hatcher Malcolm Robertson Phillip Gardiner Bob Cooper Lyall McCarthy Ian Porter Jeff Sykes Colin Smith Adrian Maginn | 5 min 58 s 89 |

### Femmes
| Épreuves                  | Or | Or            | Argent | Argent        | Bronze | Bronze        |
| ------------------------- | --- | ------------- | --- | ------------- | --- | ------------- |
| Skiff - W1x               | Allemagne de l'Est Christine Scheiblich | 4 min 12 s 49 | Union soviétique Anna Kondrachina | 4 min 14 s 43 | Hongrie Mariann Ambrus | 4 min 16 s 21 |
| Deux sans barreur - W2-   | Allemagne de l'Est Cornelia Klier Ute Steindorf | 4 min 02 s 65 | Canada Elizabeth Craig Susan Antoft | 4 min 02 s 87 | Pays-Bas Joke Dierdorp Karin Abma | 4 min 05 s 38 |
| Deux avec barreur - W2x   | Bulgarie Svetla Otsetova Zdravka Yordanova | 4 min 01 s 94 | Union soviétique Ludmila Parphjoonova Eleonora Kaminskaitė                                                                                     | 4 min 04 s 19 | États-Unis Elizabeth Hills-O'Leary Lisa Hansen Stone                                                                                 | 4 min 04 s 77 |
| Quatre avec barreur - W4+ | Allemagne de l'Est Kersten Neisser Angelika Noack Ute Skorupski Marita Sandig Kirsten Wenzel                                                                 | 3 min 48 s 47 | États-Unis Carol Brown Anita DeFrantz Cozema Crawford Nancy Storrs Hollis Hatton                                                               | 3 min 52 s 42 | Roumanie Elena Oprea Florica Dospinescu Florica Silaghi Georgeta Militaru-Mașca Aneta Matei                                          | 3 min 53 s 92 |
| Quatre de couple - W4x+   | Bulgarie Anka Bakova Dolores Nakova Rositsa Spasova Rumelyana Boncheva Anka Georgieva                                                                        | 3 min 31 s 16 | Allemagne de l'Ouest Sabine Reuter Petra Finke Veronika Walteng Anne Dickmann Kathrien Plückhahn                                               | 3 min 32 s 58 | Union soviétique Rejet Palm Yelena Khloptseva Olga Vasilchenko Nadesjda Kozotshkina Nadejda Tchernichova                             | 3 min 33 s 30 |
| Huit - W8+                | Union soviétique Valentina Zhulina Maria Paziun Nina Antoniuk Tatyana Bunjak Nadezhda Dergatchenko Nina Umanets Elena Tereshina Olga Pivovarova Nina Frolova | 3 min 22 s 00 | Allemagne de l'Est Silvia Arndt Renate Neu Dagmar Bauer Gabriele Kühn Petra Köhler Henrietta Ebert Birgit Schütz Christiane Köpke Marina Wilke | 3 min 26 s 12 | Canada Joy Fera Christine Neuland Gail Cort Monica Draeger Elizabeth Jacklin Kimberley Gordon Dolores Young Tricia Smith Trudy Flynn | 3 min 28 s 34 |